# Begonia ×erythrophylla
Begonia ×erythrophylla est une espèce hybride de Begonia obtenus par croisement des deux espèces : Begonia hydrocotylifolia et Begonia manicata. Elle a été créée en 1845, de nombreux cultivars ont été créés à partir de cet hybride.

## Description
Comme les espèces auxquelles elle est liée, elle se distingue par des longues tiges florales. Les fleurs sont blanches à roses. Les feuilles sont larges vert foncé, le revers rouge avec des nervures vert clair.